# Liste de textes relatifs aux droits des personnes handicapées
Les personnes handicapées disposent de droits ou de disposition pour le bon établissement de leur droit dans différents secteurs : éducation, logement, santé, emploi, accessibilité... ci après la liste (non exhaustive) de textes juridiques, lois et décrets dédiés au handicap.

## Textes internationaux

### ONU
- Déclaration des droits du déficient mental, 2027e séance plénière, le 20 décembre 1971[1],[2].
- Déclaration des droits des personnes handicapées - 2433e séance plénière, le 9 décembre 1975[2],[3].
- 1981 : Année internationale des personnes handicapées[4].
- Programme d'action mondial concernant les personnes handicapés[5], 3 décembre 1981.
- Convention relative aux droits de l'enfant[6], l'article 23 reconnait la vulnérabilité des enfants handicapés et demande la non-discrimination, le 20 décembre 1989[7].
- 3 décembre : journée internationale des personnes handicapées instaurée en 1992[8].
- Convention relative aux droits des personnes handicapées adoptée le 13 décembre 2006 au siège de l’Organisation des Nations unies à New York et ouverte à la signature le 30 mars 2007[9],[2].

### UNESCO
- Déclaration Sundberg[10] adoptée par l'UNESCO lors de la conférence mondiale d'action et de stratégie pour l'éducation, la prévention et l’intégration à l'occasion de l'année internationale pour les personnes handicapées, Malaga (Espagne) , 2 - 7 novembre 1981[11]

## En France
La loi n° 2005-102 du 11 février 2005 pour l'égalité des droits et des chances, la participation et la citoyenneté des personnes handicapées; dite «Loi Handicap» est le principal texte réunissant l'ensemble des dispositions.

### Code de l'action sociale et des familles
- Allocation compensatrice pour frais professionnels (ACFP) : Articles L245-1 à L245-14[13]
- Allocation compensatrice pour tierce personne (ACTP) : Article R245-32[14]
- Carte de priorité pour personnes handicapées : Article L 241-3-1[15] et Articles R241-12 à R241-15[16]
- Établissements et services sociaux et médico-sociaux : Article L312-1[17] - Article L314-8[18] - Article L314-8[19] - Articles D312-8 à D312-10[20]
- Handicap psychique : la loi n° 2005-102 du 11 février 2005[12] dans son article 2, insère dans sa définition légale du handicap les troubles cognitifs et psychiques et établi de façon officielle le handicap psychique.
- Lutte contre la maltraitance et au développement de la bientraitance des personnes âgées et des personnes handicapées dans les établissements et services médico-sociaux : Circulaire DGCS/SD2A N° 2011-282 du 12 juillet 2011[21] - Circulaire N° DGCS/SD2A/2014/58 du 20 février 2014[22]
- Maisons départementales des personnes handicapées : Loi n° 2011-901 du 28 juillet 2011[23] tendant à améliorer le fonctionnement des maisons départementales des personnes handicapées et portant diverses dispositions relatives à la politique du handicap.
- Services d'accompagnement à la vie sociale (SAVS) et services d'accompagnement médico-social pour adultes handicapés (SAMSAH) : Décret n° 2005-223 du 11 mars 2005[24] relatif aux conditions d'organisation et de fonctionnement des services d'accompagnement à la vie sociale (SAVS) et des services d'accompagnement médico-social pour adultes handicapés (SAMSAH).
- Solidarité pour l'autonomie des personnes âgées et des personnes handicapées : Loi n° 2004-626 du 30 juin 2004[25]

### Code de l'éducation
- Langue des signes : Décret N°2006-509 du 3 mai 2006 pour l'éducation et le parcours scolaire des jeunes sourds[26] - La loi n° 2005-102 du 11 février 2005 reconnaît officiellement la langue des signes, apportant des modifications et dispositions au code de l'éducation.

### Code de la sécurité sociale
- Allocation aux adultes handicapés : Articles R821-1 à R821-9[27]
- Allocation d'éducation de l'enfant handicapé (AEEH) : Articles L541-1 à L541-4[28]

### Code de la santé publique

#### Psychiatrie
Les droits et la protection des personnes faisant l'objet de soins psychiatriques et modalités de leur prise en charge avec ou sans consentement,:
- Loi n° 2011-803 du 5 juillet 2011[31] relative aux droits des personnes faisant l'objet de soins psychiatriques, modifiée par la loi n° 2013-869 du 27 septembre 2013[32],[29]
- Décret n° 2011-846 du 18 juillet 2011[33] relatif à la procédure judiciaire de mainlevée ou de contrôle des mesures de soins psychiatriques.
- Décret n° 2011-847 du 18 juillet 2011[34] relatif aux droits des personnes faisant l'objet de soins psychiatriques
- Circulaire N°DGOS/R4/2011/312 du 29 juillet 2011[35] relative aux droits des personnes faisant l'objet de soins psychiatriques

### Code de l'urbanisme
- Accessibilité du logement à des personnes handicapées : Article R*431-31 du 18 juin 2009[36]